# ببت مارکس
بَبِت مارکس (انگلیسی: Babette March؛ زادهٔ ۱ ژانویهٔ ۱۹۴۱) با نام واقعی باربارا ماکولوویتز (به انگلیسی: Barbara Marchlowitz) مدل اهل ایالات متحده آمریکا است. او نخستین مدل کاور آرت نسخه لباس شنای اسپورتس ایلوستریتد بود. این شماره در ۲۰ ژانویه ۱۹۶۴ منتشر شد.